# خانه شوالیه استونی

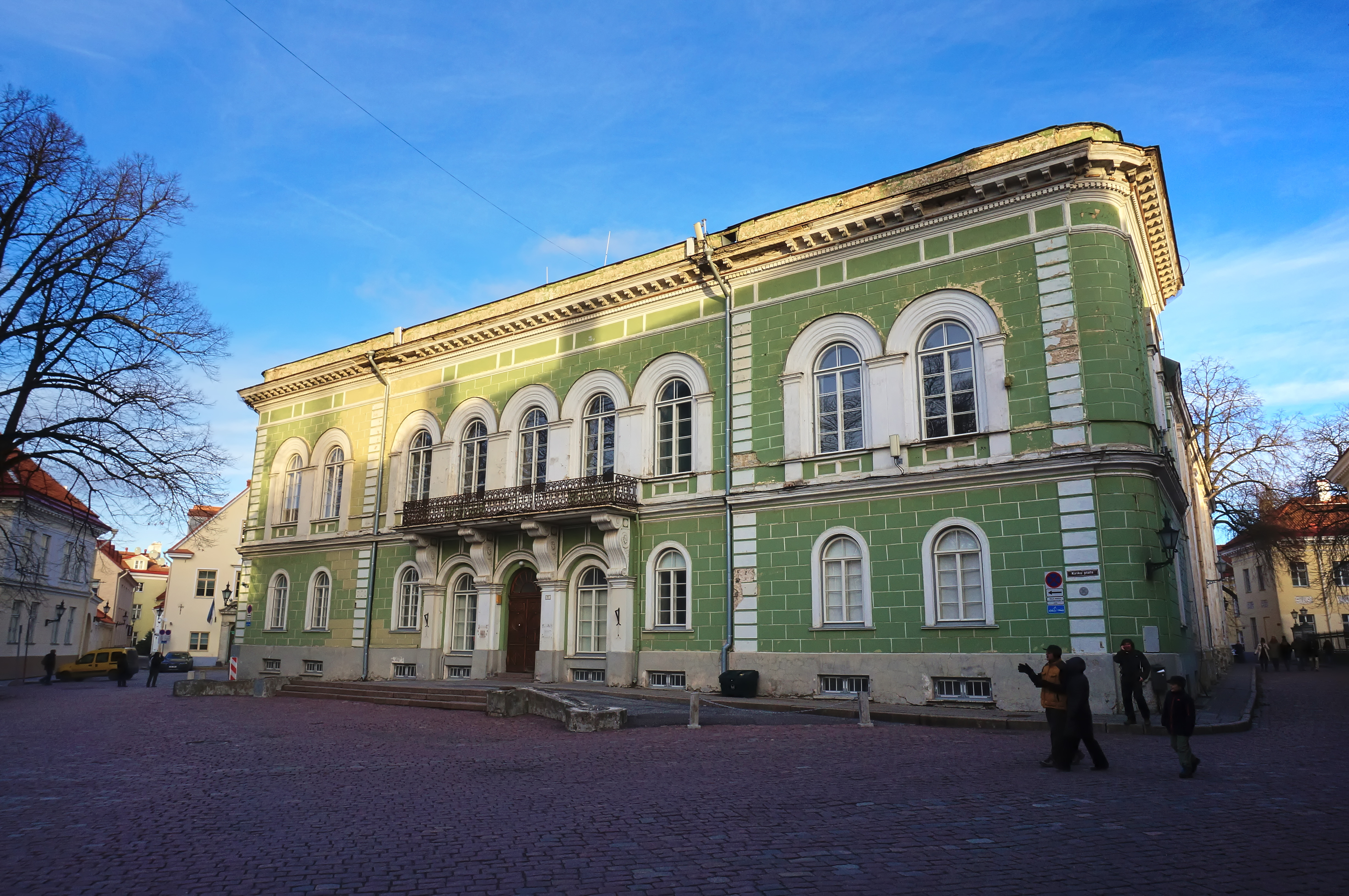
خانه شوالیه استونی

خانه شوالیه استونی (انگلیسی: Estonian Knighthood House) ساختمانی در شهر تالین، استونی در کنار کلیسای جامع سنت ماری است.
این ساختمان با معماری احیای رنسانس در سال‌های ۱۸۴۵ تا ۱۸۵۸ میلادی  در زمان تسلط آلمانی‌ها ساخته شده بود و محلی برای دیدارها و مراسمات اشراف آلمانی بود، پس از استقلال استونی در سال ۱۹۲۰ کلیه امتیازات شوالیه‌های آلمانی قطع و سپس این ساختمان به عنوان وزارت امور خارجه استونی مورد استفاده قرار گرفت. 

## نگارخانه

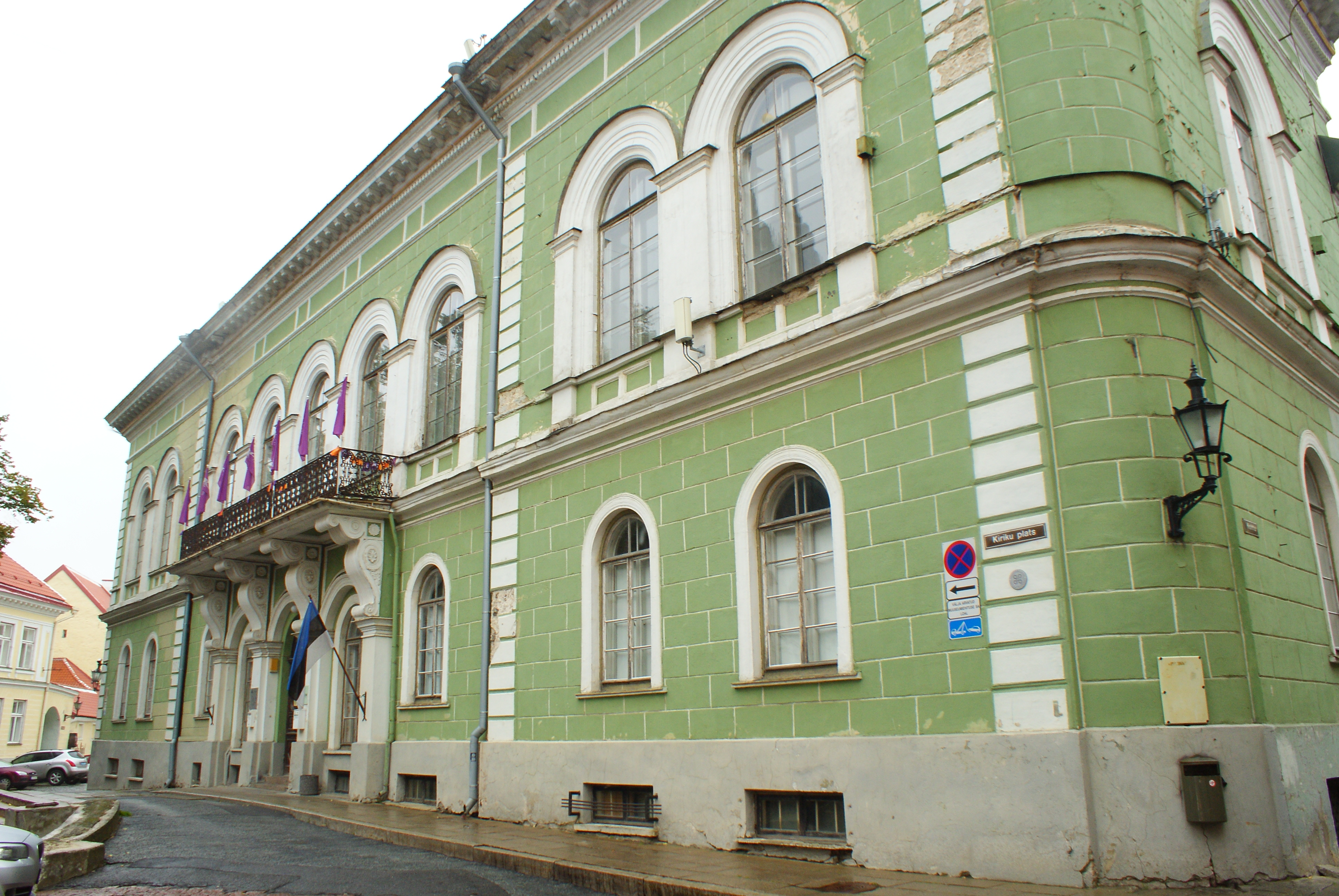
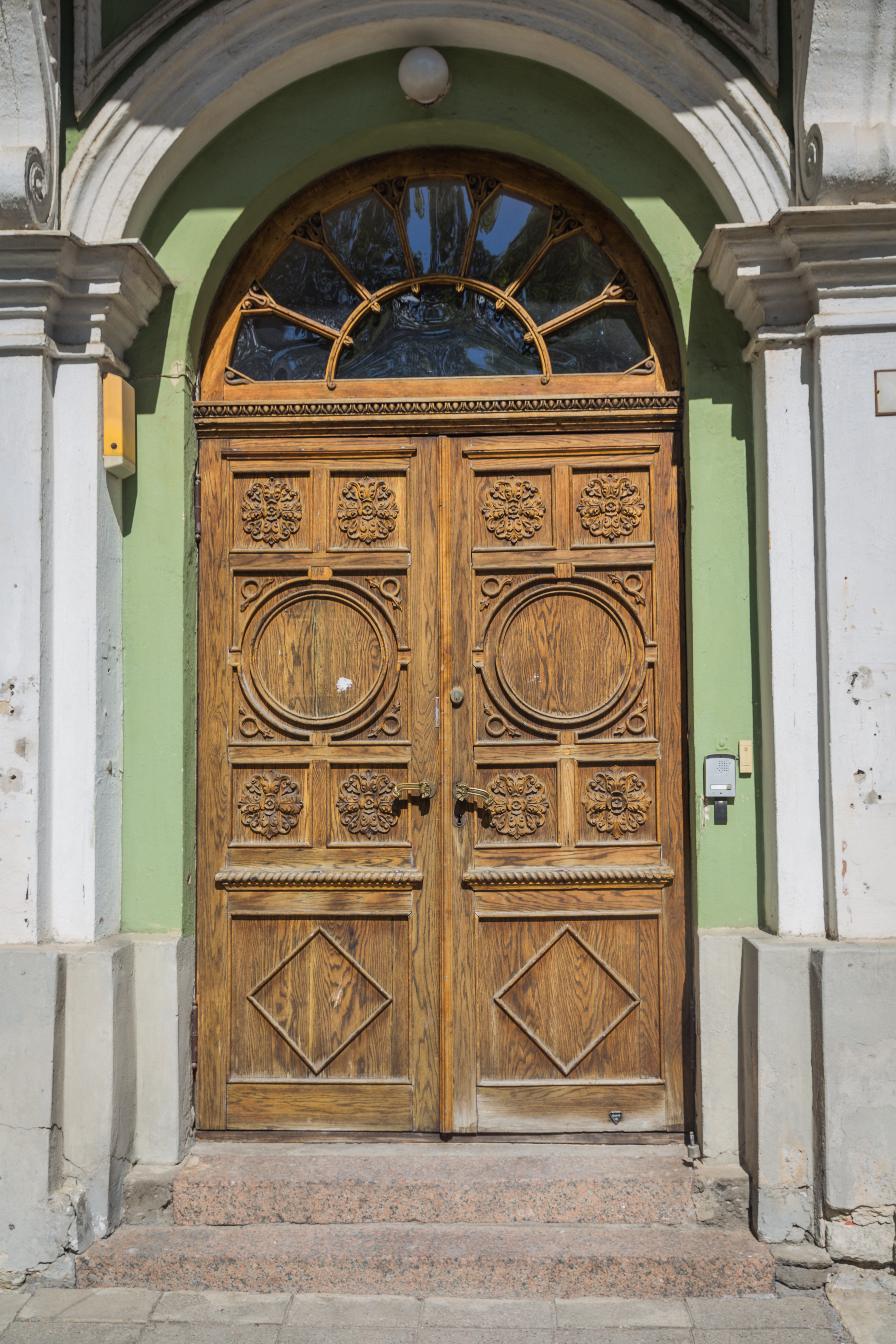
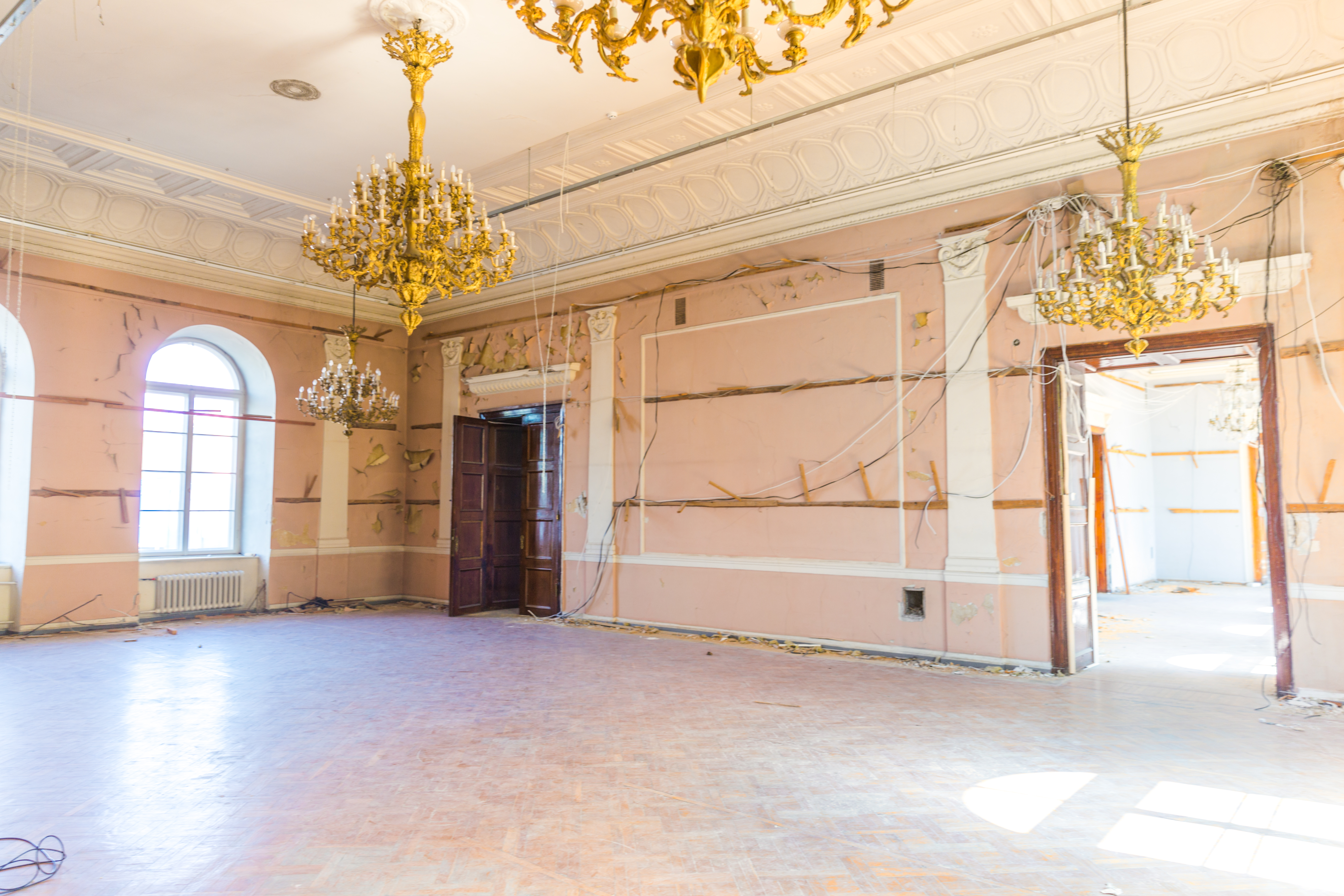
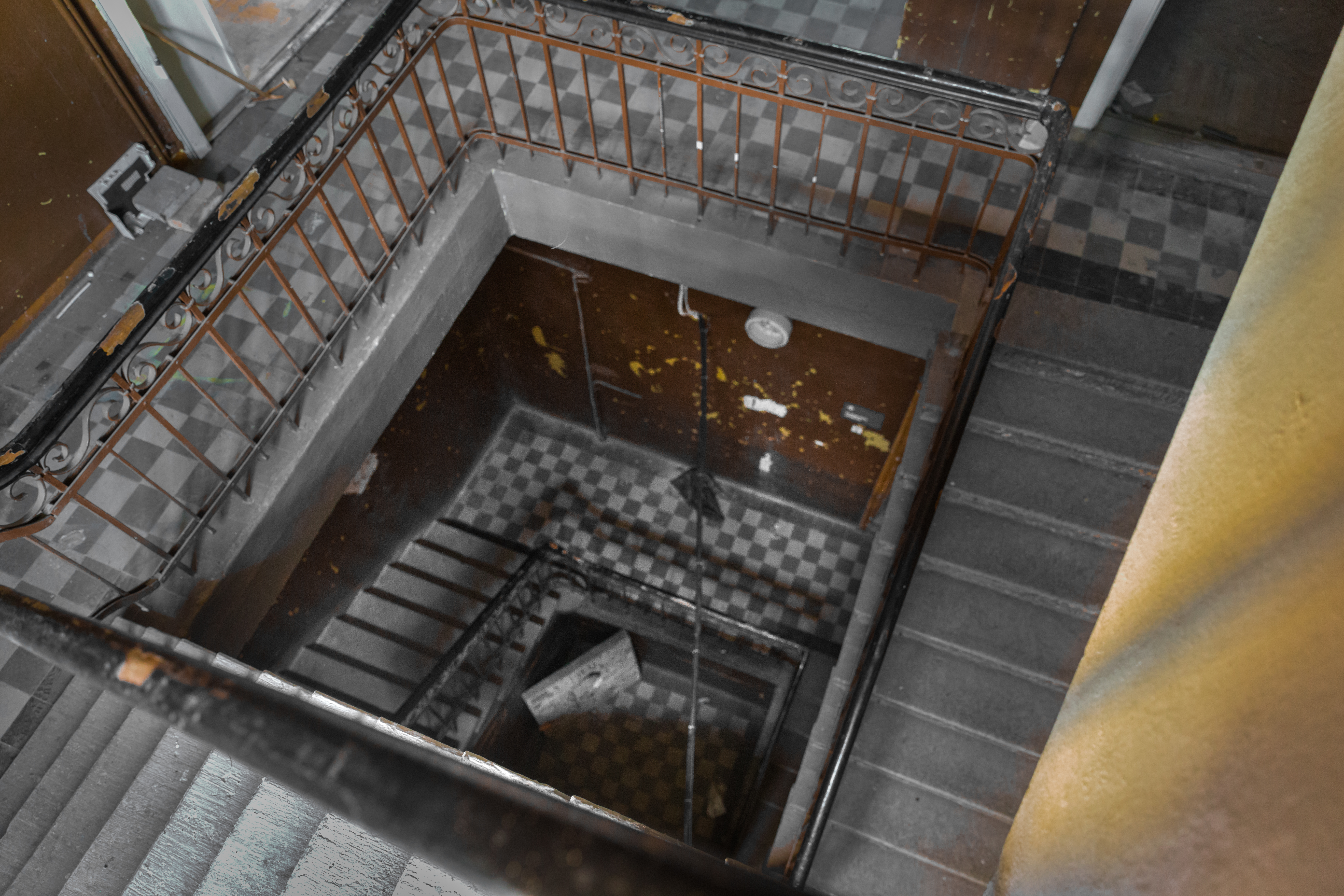